# Otago
Otago (en maori: Ōtākou) és una regió de Nova Zelanda situada a la part sud-est de l'illa del Sud. Té una àrea d'aproximadament 32.000 km², la qual cosa la converteix en la segona regió més gran del país. Segons una estimació de Statistics New Zealand de juny de 2012, Otago té una població de 211.300 habitants.
La regió fa frontera amb West Coast al nord-oest, Canterbury al nord-est i Southland a l'oest i al sud-oest.

## Etimologia
El nom "Otago" procedeix de la versió anglesa de la paraula procedent del dialecte maori Kai Tahu, "Otakou". La vila d'Otakou a la península d'Otago va ser una base balenera durant els primers anys de l'assentament d'europeus a la costa est de Murihiku al voltant de 1840.

## Economia
L'àrea Central Otago produeix vins d'excel·lent qualitat, fets amb varietats com Pinot noir, Chardonnay, Sauvignon blanc, Merlot, i Riesling.

## Geografia

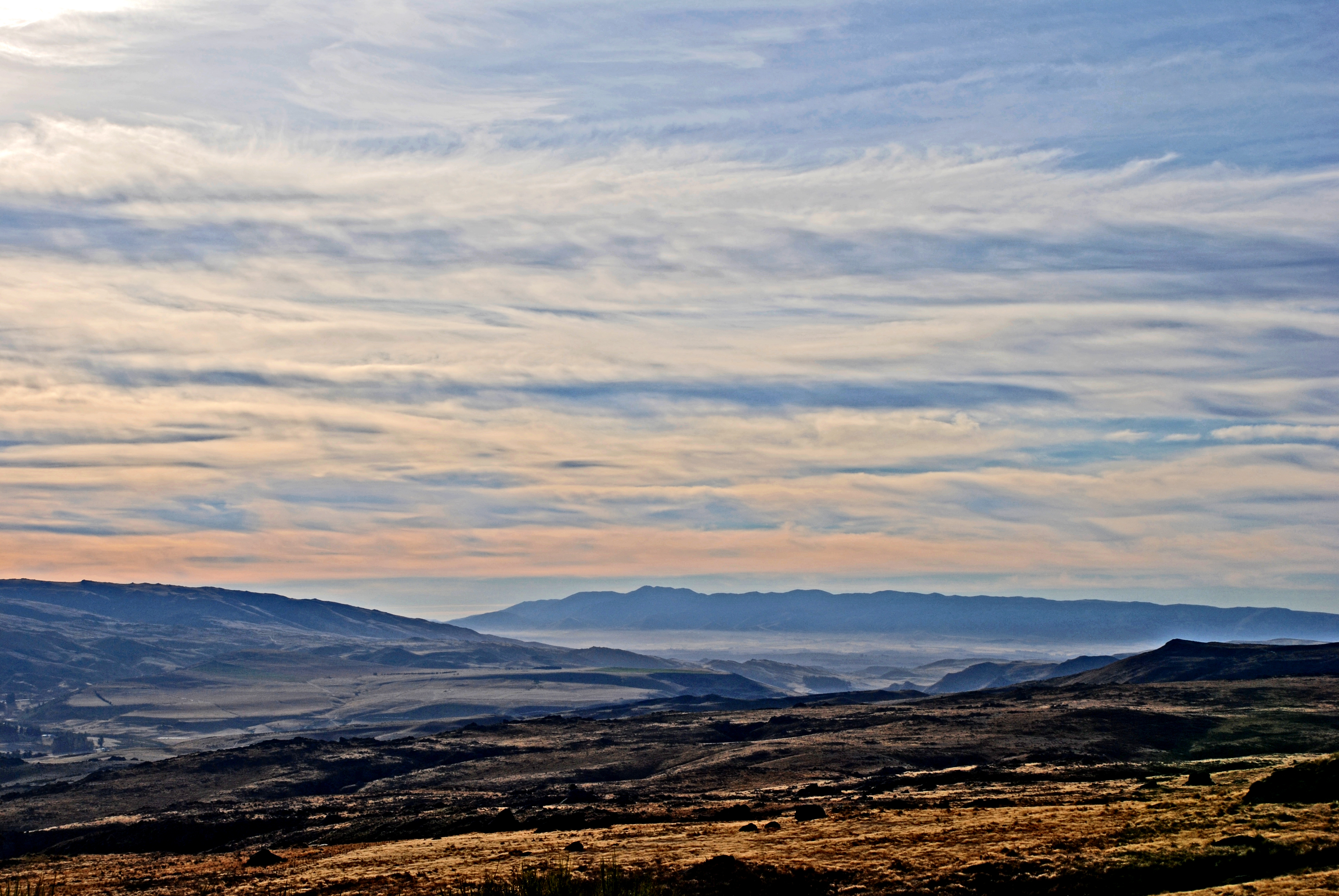
Vista al nord des de Macraes Flat

Les localitats més importants són Dunedin (la principal ciutat de la regió), Oamaru (famosa gràcies a Janet Frame), Balclutha, Alexandra, i els centres turístics de Queenstown i Wanaka. Kaitangata a South Otago posseeix una important mina de carbó. Els rius Waitaki i Clutha també generen una important quantitat d'energia hidroelèctrica.

## Educació
La primera universitat de Nova Zelanda, la Universitat d'Otago es va fundar en 1869 com a universitat provincial de Dunedin. La ciutat de Dunedin a més té la Politècnica d'Otago i la Politècnica Aoraki.

## Districtes
| Districte                     | Localització                  | Capital    | Població | Àrea      | Densitat |
| ----------------------------- | ----------------------------- | ---------- | -------- | --------- | -------- |
| Districte de Central Otago    | Districte de Central Otago    | Alexandra  | 18.550   | 9.966 km² | 1,9/km²  |
| Districte de Clutha           | Districte de Clutha           | Balclutha  | 17.350   | 6.406 km² | 2,7/km²  |
| Ciutat de Dunedin             | Ciutat de Dunedin             | Dunedin    | 126.900  | 3.340 km² | 38,0/km² |
| Districte de Queenstown-Lakes | Districte de Queenstown-Lakes | Queenstown | 29.200   | 9.368 km² | 3,1/km²  |
| Districte de Waitaki          | Districte de Waitaki          | Oamaru     | 20.900   | 7.212 km² | 2,9 km²  |

## Demografia

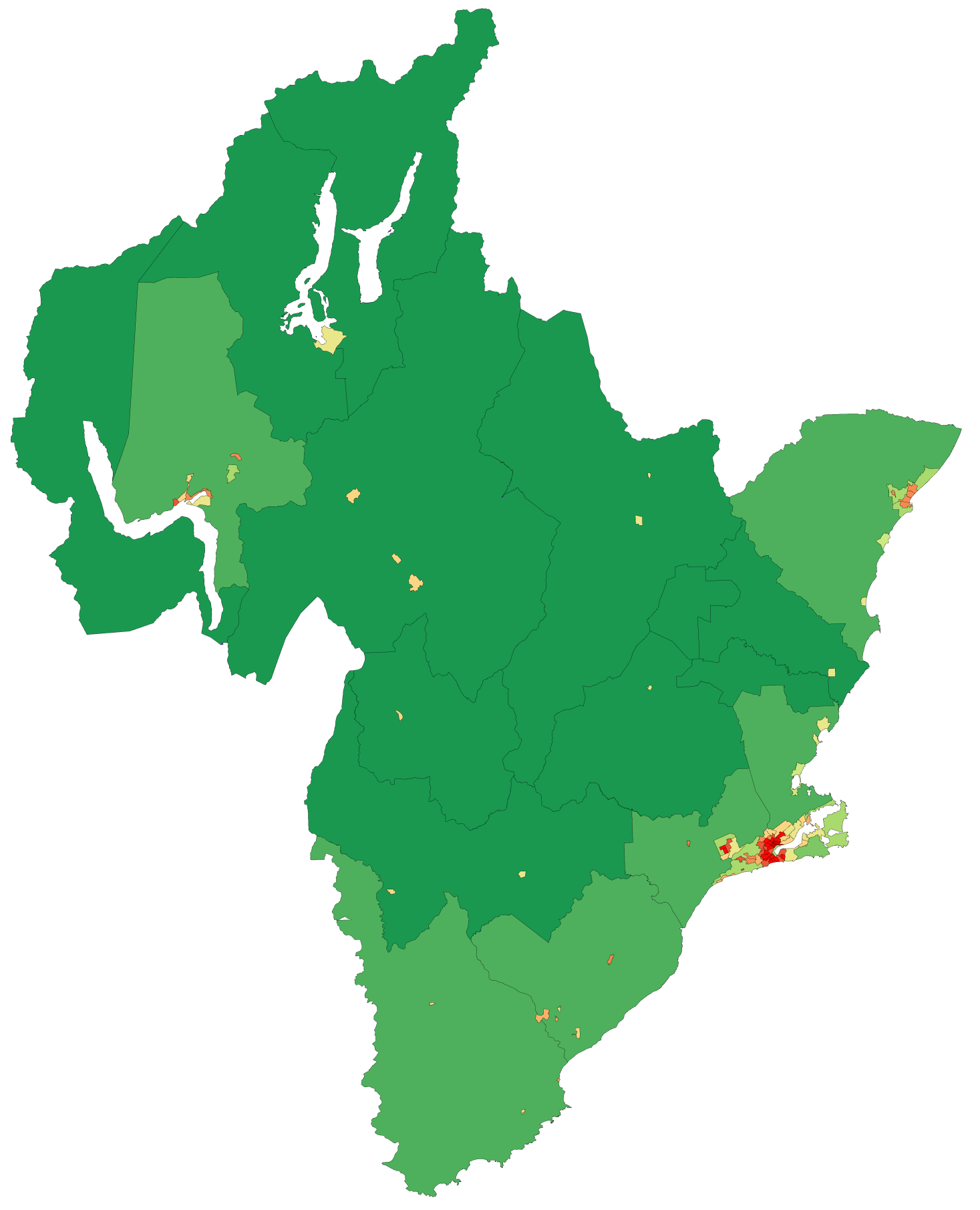
Densitat de població a Otago segons el cens de 2006

Segons el cens de 2006 Otago tenia 193.800 habitants, un augment 12.258 (6,8%) des del cens de 2001. Hi havia 75.909 llars habitades, 12.030 llars no habitades i 813 llars en construcció.
La regió tenia una edat mediana de 36,9 anys, 1,0 anys més que la mediana nacional de 35,9 anys. Les persones majors de 64 anys formaven el 13,8% de la població, comparat amb el 12,3% nacionalment; les persones menors de 15 anys formaven el 17,6% de la població, comparat amb el 12,3% nacionalment.
Les ètnies d'Otago eren (amb figures nacionals en parèntesis): 79,6% europeus (67,6%); 6,6% maoris (14,7%); 4,1% asiàtics (9,2%); 1,7% illencs pacífics (6,9%); 0,7% de l'Orient Pròxim, Llatinoamèrica o Àfrica (0,9%); 14,0% altres (11,1%).
Otago tenia un atur de 4,5% per persones majors de 14 anys, menys que la figura nacional de 5,1%. El sou (en dòlars neozelandesos) anual de persones majors de 14 anys era de 21.600$, comparat amb 24.400$ nacionalment. D'aquestes, un 47,4% tenien un sou anual de menys de 20.001$, comparat amb el 43,2% nacionalment, mentre que un 13,9% tenien un sou d'igual o de més de 50.000$, comparat amb un 18,0% nacionalment.

## Política

### Política regional
El consell regional d'Otago va ser format com a part de reformes neozelandeses de governs locals i regionals el novembre de 1989. La seu del consell regional es troba a Dunedin, el municipi més poblat de la regió. L'actual president del consell regional d'Otago és Stephen Woodhead.
El consell regional d'Otago està format per 11 consellers de 4 circumscripcions.
| Circumscripció | Conseller         | Partit      |
| -------------- | ----------------- | ----------- |
| Dunedin        | Louise Croot      | Independent |
| Dunedin        | Michael Deaker    | Independent |
| Dunedin        | Trevor Kempton    | Independent |
| Dunedin        | Sam Neill         | Independent |
| Dunedin        | Gretchen Robinson | Independent |
| Dunedin        | Bryan Scott       | Independent |
| Dunstan        | Duncan Butcher    | Independent |
| Dunstan        | Gerrard Eckhoff   | Independent |
| Moeraki        | Doug Brown        | Independent |
| Molyneux       | Stephen Woodhead  | Independent |
| Molyneux       | David Shepherd    | Independent |

### Política nacional
Nacionalment, Otago es localitza en quatre circumscripcions electorals generals i en una circumscripció electoral maori a la Cambra de Representants de Nova Zelanda.
| Circumscripció       | Diputat         | Partit    |
| -------------------- | --------------- | --------- |
| Clutha-Southland     | Bill English    | Nacional  |
| Dunedin North        | David Clark     | Laborista |
| Dunedin South        | Clare Curran    | Laborista |
| Waitaki              | Jacqui Dean     | Nacional  |
| Te Tai Tonga (maori) | Rino Tirikatene | Laborista |